# Кориано
Кориано (итал. Coriano) —  коммуна в Италии, располагается в регионе Эмилия-Романья, подчиняется административному центру Римини.
Население составляет 10 495 человек (на 2017), плотность населения составляет 224,4  чел./км². Занимает площадь 46.77 км². Почтовый индекс — 47853. Телефонный код — 0541.
Покровителем коммуны почитается святой Себастьян, празднование 20 января.